# Domènec Font Morgades
Domènec Font Morgades (Reus, 1837 - Barcelona 1902) fou un dramaturg català.
Passà gran part de la seva vida a Barcelona, treballant en una entitat financera. La seva obra L'Infern! (Barcelona 1882) sembla escrita com a repercussió d'aquest treball. Col·laborà en diversos periòdics reusencs, com ara L'Escut de Reus, dirigida per Anton Marca al qual no coneixia de res, sembla que per mantenir el contacte amb la seva ciutat natal. Publicà també: Després de la tronada (Barcelona 1888) i Lo jueu de l'arrabal de Reus (1889) de tema reusenc, Los tres cors (Barcelona 1889). La major part de la seva obra dramàtica restà inèdita. A la Biblioteca de l'Ateneu Barcelonès es conserven uns 20 manuscrits d'obres teatrals seves. L'erudit reusenc Joaquim Santasusagna, diu que les seves obres (en comptabilitza 25, la majoria no publicades), no són massa valuoses, i que són producte d'una vocació més que d'una predisposició. Estan escrites amb bona fe més que amb coneixement de causa. La major part de la seva producció són obretes en un acte. Les seves joguines còmiques semblen romanços allargassats, les comèdies, tot i que estan ben construïdes, tenen arguments molt prims, i les peces més extenses no acaben de reeixir. Totes les seves obres presenten complicacions en l'argument, però no tracen accions mogudes o d'intriga, i els arguments sembla que es desemboliquin sols. Però l'acció acostuma a estar ben portada, els assumptes estan ben plantejats i els diàlegs, sobretot els còmics, estan ben fets. Encara que no denotin gran qualitat, tècnicament s'aguanten fins a agafar consistència. Per la seva producció demostra una gran voluntat de treball.

## Obra dramàtica[3]
- 1873. Mon primer lauro, apropòsit, estrenada al teatre Zorrilla de Badalona el 1887. Manuscrit. Elias de Molins diu que el va escriure el 1873[4]
- 1873. Los tres cors, passatemps en un acte, català en prosa i vers. Estrenada el 1873. Impresa a Barcelona: Tip. Espanyola, 1889
- 1874. Dos perletas catalanas, balada en un acte, catalana i en vers. Estrenada al teatre Principal de Lleida, el 4 de juny. Manuscrit
- 1875. Una nit de Sant Joan, sarsueleta en un acte, catalana i en vers. Estrenada als Camps Elisis de Lleida, l'11 d'agost. Manuscrit
- 1878. Tarugo! o qui va al devant, guanya!, sarsueleta en un acte, català i en vers. Música d'Enric Soler Catarineu. Manuscrit
- 1879. Agafarho al punt..., sarsueleta en un acte, catalana i en vers. Música de Francesc Pérez-Cabrero. Estrenada als teatre Principal de Valls. Manuscrit
- 1881. Lo túnel de Montgat, melodrama líric en tres actes, català i en vers. Música de Ricard Sendra i Joan Rius. Estrenat al teatre Tívoli de Barcelona, el 7 de setembre. Manuscrit
- 1883. Xinel·la, paròdia en un acte, 6 quadres i en vers. Estrenada al teatre Tívoli de Barcelona, el 22 de desembre. Manuscrit
- 1883. L'isla tranquil·litaf, sarsuela en dos actes, catalana i en vers. Manuscrit
- 1889. Lo jueu de l'Arraval de Reus, sainet còmico-líric. Música de Miquel Planàs. Estrenada al teatre Principal de Reus, el 5 de maig. Manuscrit
- 1889. La lliga d'inquilinos, juguet còmic en un acte. Manuscrit
- 1890. Lo fill d'en Pau o lo Baró de Saramandilla, juguet còmic en un acte, català i en vers. Manuscrit